# Jammala
Jammala, en arabe : جمّالا, est une ville du gouvernorat de Ramallah et Al-Bireh en Palestine. Elle est située à 18 km au nord-ouest de Ramallah et au centre de la Cisjordanie.
Selon le recensement du bureau central palestinien des statistiques, la localité compte une population de 1 664 habitants en 2017.
Les localités de Beitillu, Deir 'Ammar et Jammala sont fusionnées en 1997, pour former la nouvelle ville d'Al-Ittihad.